# Centenaire (metroul ușor din Charleroi)
Centenaire este o stație a metroului ușor din Charleroi de pe linia nefinalizată spre Châtelet. Stația este situată în Montignies-sur-Sambre, localitate componentă a zonei metropolitane Charleroi, și este denumită după strada Avenue du Centenaire din apropiere.
Stația Centenaire, construită într-un tunel, este complet terminată și echipată, dar nu a fost niciodată inaugurată sau exploatată comercial. Construcția liniei spre Châtelet a început la sfârșitul anilor '70 și a fost întreruptă după ce sectorul transportului public a fost transferat din responsabilitatea guvernului federal în cea a regiunilor, în urma celei de-a treia reforme a statului belgian. Acest lucru a cauzat oprirea finanțării, bugetul Regiunii valone fiind mult mai sărac decât bugetul federal, iar lucrările la această linie nu au mai fost reluate.
Stația Centenaire a fost finalizată în 1985 și urma să deservească clinica Regina Fabiola, situată pe Avenue du Centenaire nr.73, centrul istoric al Montignies-sur-Sambre, o zonă de locuințe și una comercială. Pereții stației sunt acoperiți cu panouri metalice de culoare galbenă. Structura de acces în stație de la suprafață a fost demolată în jurul anului 2015, iar intrarea propriu-zisă a fost acoperită cu un panou metalic pentru a împiedica pătrunderea neautorizată.
Porțiunea construită a liniei spre Châtelet nu beneficiază decât de o mentenanță minimală, iar Centenaire și celelalte stații deja finalizate sunt victimele vandalismului. Deși echipe ale TEC Charleroi patrulează zilnic traseul, stațiile sunt frecventate de toxicomani, de graffitiști, de hoți de metale sau de persoane care pătrund pentru a face fotografii sau filme.

## Legături externe

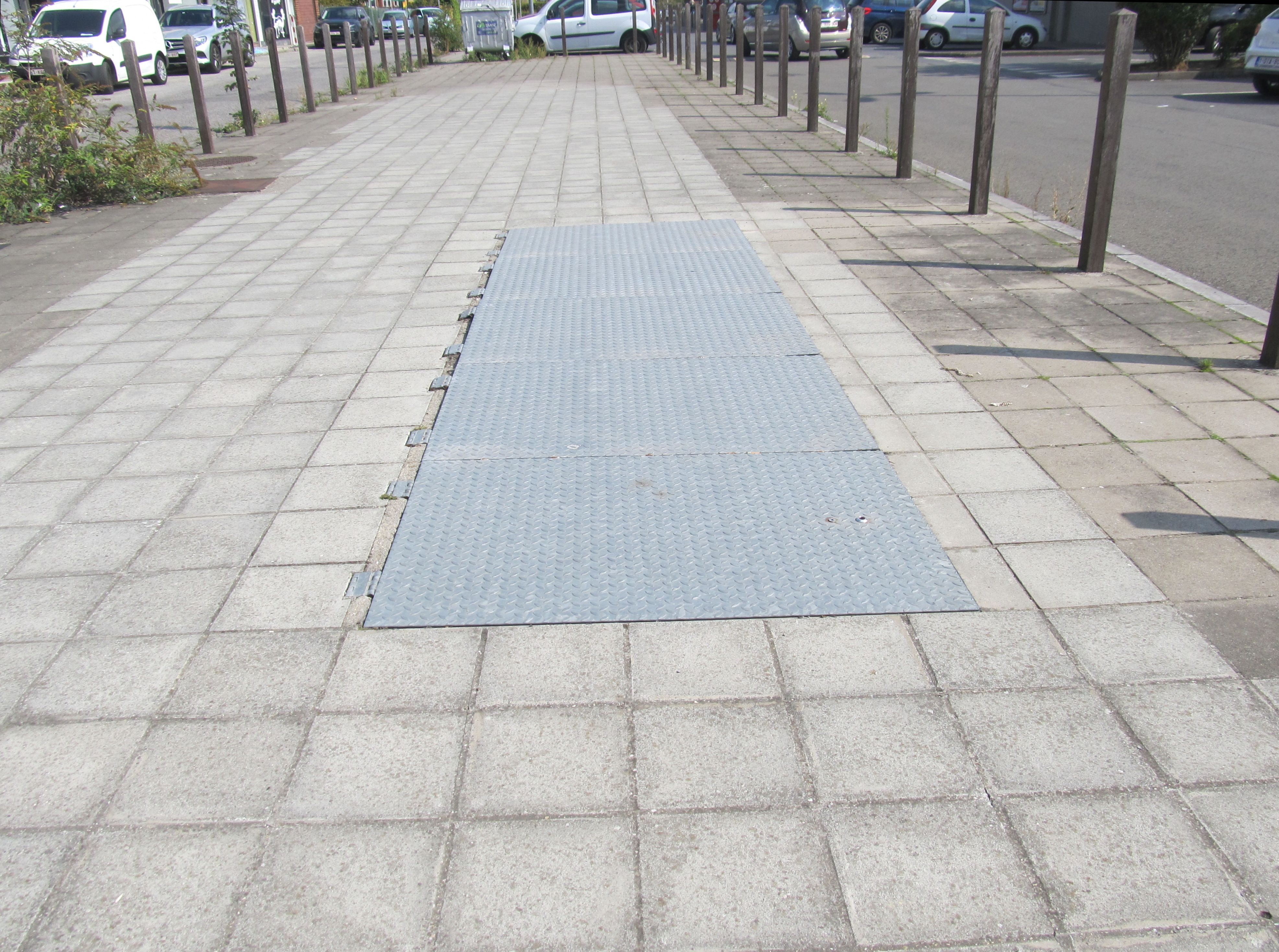
Panoul metalic ce acoperă fostul acces în stație